# Li Dan (Eisschnellläuferin, 1986)
Li Dan (chinesisch 李丹; * 12. Mai 1986 in Jilin) ist eine ehemalige chinesische Eisschnellläuferin.

## Werdegang
Li trat international erstmals bei den Juniorenweltmeisterschaften 2002 in Klobenstein in Erscheinung. Dort kam sie auf den 17. Platz im Mehrkampf. In der Saison 2002/03 nahm sie in Nagano erstmals am Eisschnelllauf-Weltcup teil, wobei sie die Plätze 18 und zehn über 500 m errang, und lief bei den Juniorenweltmeisterschaften 2003 in Kushiro auf den 20. Platz im Mehrkampf sowie auf den achten Rang in der Teamverfolgung. In der folgenden Saison erreichte sie in Harbin mit dem fünften Platz über 500 m und 1000 m ihre beste Platzierung im Weltcup und belegte bei den Juniorenweltmeisterschaften 2004 in Roseville den 32. Platz im Mehrkampf sowie den siebten Rang in der Teamverfolgung. Bei den Asienmeisterschaften 2011 in Harbin wurde sie Siebte über 1000 m und Vierte über 500 m. In der Saison 2012/13 siegte sie bei den chinesischen Meisterschaften über 500 m und gewann bei den Asienmeisterschaften 2013 in Changchun jeweils die Silbermedaille über 1000 m und 500 m. In der folgenden Saison belegte sie bei den Olympischen Winterspielen 2014 in Sotschi den 34. Platz über 1000 m und bei der Sprintweltmeisterschaft 2014 in Nagano den 21. Rang. Ihren letzten Weltcup absolvierte sie im November 2017 in Heerenveen, welchen sie auf dem achten Platz im Massenstart beendete.

## Erfolge

### Olympische Spiele
- 2014 Sotschi: 34. Platz 1000 m

### Sprint-Weltmeisterschaften
- 2014 Nagano: 21. Platz Sprint-Mehrkampf

### Asienmeisterschaften
- 2011 Harbin: 4. Platz 500 m, 7. Platz 1000 m
- 2013 Changchun: 3. Platz 500 m, 3. Platz 1000 m
- 2014 Tomakomai: 2. Platz 1000 m, 4. Platz 500 m

## Persönliche Bestzeiten
| Disziplin | Zeit        | Datum              | Ort     |
| --------- | ----------- | ------------------ | ------- |
| 500 m     | 38,69 s     | 22. September 2013 | Calgary |
| 1000 m    | 1:18,07 min | 21. September 2013 | Calgary |
| 1500 m    | 2:01,90 min | 9. September 2017  | Calgary |
| 3000 m    | 4:15,47 min | 26. August 2017    | Calgary |